# Marc Dutroux
Marc Paul Alain Dutroux (Ixelles, 6 novembre 1956) è un serial killer belga, soprannominato Il Mostro di Marcinelle.

## Biografia
Figlio di due insegnanti, a diciott'anni conseguì il diploma di elettricista. Sposatosi due anni dopo con Françoise, dalla quale ha due figli, nel 1983 ottiene la separazione e dopo qualche tempo si unisce a Michèle Martin, che gli dà altri due figli e una figlia.

## Il caso
Nel corso di una decina di anni, stimati fra il 1985 e il 1996, Dutroux ha sequestrato e torturato sei ragazze dagli 8 ai 19 anni, abusando sessualmente di tutte loro. Solo due delle sue vittime, Sabine Dardenne e Laetitia Delhez, di 12 e 14 anni, riuscirono a sopravvivere alle sevizie; An Marchal e Eefje Lambrecks, di 17 e 19 anni, vennero uccise, mentre Julie Lejeune e Melissa Russo, entrambe di 8 anni, furono lasciate morire di stenti. Anche se le uniche testimoni in vita, Sabine e Laetitia, hanno negato di aver visto qualsiasi complice, testimoniando che durante la loro prigionia l'unico loro aguzzino fu Dutroux, alcuni dettagli hanno fatto ipotizzare alle autorità che Dutroux facesse parte di una più ampia rete di pedofili.
La vicenda venne alla luce solo il 9 agosto 1996, con la sparizione di Laetitia dalla piscina dove si recava solitamente, grazie a un testimone che era riuscito a identificare un veicolo bianco che risulterà poi intestato a Marc Dutroux. Il 12 agosto Dutroux e sua moglie Michèle Martin vennero arrestati con le accuse di rapimento e pedofilia e il 15 agosto gli agenti ritrovarono Laetitia con la precedente vittima Sabine (rapita il 28 maggio 1996), entrambe sotto shock ma ancora vive, nella cantina dell'abitazione della coppia a Marcinelle, demolita nel 2022 e sul cui sito rimane una targa commemorativa delle vittime.
Il 17 agosto, nel giardino di un'altra abitazione di Dutroux, a Sars-la-Buissière, vennero ritrovate le salme di Julie e Melissa, scomparse il 24 giugno 1995. Venne individuato anche il corpo di Bernard Weinstein, già condannato per pedofilia e presunto complice di Dutroux. Infine, in base alle indicazioni di Dutroux stesso, il 3 settembre furono recuperati dalla cantina di un'altra casa i resti delle prime vittime, An e Eefje.

## Il processo
Dutroux venne processato assieme all'ex moglie Michèle Martin e ai presunti complici Michel Lelièvre e Michel Nihoul a partire dal 1º marzo 2004. Il 17 giugno successivo la giuria popolare lo riconobbe colpevole dei sequestri, delle violenze e degli omicidi delle sequestrate e di Bernard Weinstein; furono dichiarati colpevoli anche Martin e Lelièvre, mentre Nihoul, considerato da molti il capo dell'organizzazione, fu assolto dall'accusa di complicità. La successiva sentenza della corte d'assise di Arlon ha condannato Dutroux all'ergastolo, l'ex moglie a trent'anni, Lelièvre a venticinque e Nihoul a cinque anni per reati minori (associazione a delinquere e traffico di droga).
Il 28 agosto 2012 il Tribunale di applicazione delle pene belga, respingendo i ricorsi presentati dai parenti delle vittime e dal procuratore generale di Mons, ha dato il via libera alla libertà condizionata di Martin, che ha scontato sedici anni su trenta. Martin sarà obbligata a risiedere in un convento e non potrà recarsi nelle province di Liegi e Limburgo, dove vivono le famiglie delle vittime.
Nell'ottobre 2019 è stato concesso a Dutroux il diritto a una valutazione psichiatrica preliminare al deposito della domanda di libertà condizionale. La perizia sarebbe dovuta svolgersi nel maggio 2020, ma è stata rinviata a causa della pandemia di COVID-19.

## Controversie
Il caso ha scatenato non poche polemiche tra l'opinione pubblica che accusava la classe politica, le forze di polizia e la giustizia del Belgio di incapacità e inadempienze. Lo sdegno dell'intera nazione si manifestò nella "marcia bianca" del 20 ottobre 1996, in cui 350000 persone sfilarono a Bruxelles in memoria delle vittime della pedofilia e per chiedere giustizia.
Qualcuno ipotizzò che Dutroux e i suoi complici avessero goduto della protezione di esponenti politici e inquirenti, ma fu smentito il 17 febbraio 1998 da una commissione di inchiesta parlamentare. Dutroux era infatti da tempo noto per reati legati alla pedofilia: nel 1985 era stato arrestato per sequestro e violenza su cinque adolescenti e, condannato a tredici anni e mezzo nel 1989, gli era stata concessa la libertà condizionata nel 1992. Anche la moglie Michèle Martin era stata fermata e condannata a tre anni per complicità di sequestro.
Il 23 aprile 1998 Dutroux riuscì a fuggire dal palazzo di giustizia di Neufchateau: dopo aver bloccato una guardia impossessandosi della sua arma, si impadronì di un'auto dirigendosi verso Arlon; venne arrestato qualche ora dopo da una guardia forestale. L'indomani mattina, re Alberto II accettava le dimissioni dei ministri della Giustizia e degli Interni, Stefaan De Clerck e Johan Vande Lanotte.
Il 15 gennaio 1998 Paul Marchal, padre di An, fondò il Partito della Nuova Politica per portare in Belgio «quei cambiamenti che le formazioni tradizionali non sono riusciti a realizzare» puntando «a lottare contro la corruzione e il razzismo».